# Tubercithorax
Genre
Tubercithorax est un genre d'araignées aranéomorphes de la famille des Linyphiidae.

## Distribution
Les espèces de ce genre sont endémiques de Russie.

## Liste des espèces
Selon World Spider Catalog (version 16.5, 9/12/2015) :
- Tubercithorax furcifer Eskov, 1988
- Tubercithorax subarcticus (Tanasevitch, 1984)

## Publication originale
- Eskov, 1988 : Seven new monotypic genera of spiders of the family Linyphiidae (Aranei) from Siberia. Zoologičeskij Žurnal, vol. 67, p. 678-690.